# Euphorbia oppositifolia
Euphorbia oppositifolia är en törelväxtart som beskrevs av Mcvaugh. Euphorbia oppositifolia ingår i släktet törlar, och familjen törelväxter. Inga underarter finns listade i Catalogue of Life.